# Пушков, Анатолий Николаевич
Анато́лий Никола́евич Пушко́в (род. 16 июня 1956, Вильнюс, Литовская ССР, СССР) — российский инженер и государственный деятель, мэр городского округа Тольятти (2008—2012), являлся официальным представителем от АвтоВАЗ (Ростех) и губернатора Самарской области Владимира Артякова.

## Биография
Родился в рабочей семье. После переезда в Тольятти окончил школу, затем в 1978 году Тольяттинский государственный университет (до 2001 года Тольяттинский политехнический институт) по специальности «инженер-механик». В том же году началась его карьера на ОАО «АВТОВАЗ». Работу он начал с должности мастера цеха ремонта и обслуживания оснастки прессового производства. По карьерной лестнице поднялся до должности главного инженера всего завода. В 2008—2012 годах мэр г. Тольятти. Женат, имеет двух сыновей. Младший Илья Пушков учился в Англии, живет и работает во Франции в парижском районе Иль-де-Франс старшим управляющим портфелем в «Европейском банке реконструкции и развития» в котором будучи мэром города Анатолий Пушков в 2011 году хотел взять кредит под муниципальные гарантии, на закупку 61 единиц троллейбусов, на сумму 355 млн. руб под 9,56 % годовых (647 млн. 531 тыс. руб., срок действия кредита – 10 лет). Инициативу заблокировала городская дума.

## Выборы мэра
В 2008 году по инициативе президента «АВТОВАЗа» Бориса Алёшина и губернатора Самарской области Владимира Артякова был выдвинут общественным рабочим советом ОАО «АВТОВАЗ» кандидатом в мэры Тольятти. Сами выборы были ознаменованы многочисленными скандалами. По решению Суда с выборов был снят оппозиционный кандидат Сергей Андреев, причиной стало нарушение авторских прав архитектуры здания ДКИТ.  
Добровольно-принудительно за неделю до дня голосования, отказались от участия основные фавориты: лидер общественного движения «Тольятти-народный контроль», директор Группы ЗАО «Тон-Авто» Александр Курылин, топ-менеджер Группы СОК директор предприятия ЗАО «Мотор-Супер» Дмитрий Савенков, президент Группы «ФорПост» Сергей Савватеев. 2 марта 2008 года Анатолий Пушков набрав 69,23 % голосов (34,8 % от общего числа горожан) одержал победу в первом туре, второе место занял председатель независимого профсоюза ОАО АВТОВАЗ «Единство» Пётр Золоторёв 13,46 %. 14 марта этого года состоялась инаугурация вступление в должность 3-го Мэра г. Тольятти.
На выборах возглавлял общественное движение в поддержку развития города МОД «Тольятти-вперёд!», после избрания мэром, в движении активной работы не принимал, через год соучредитель движения, социолог Виктор Шамрай в открытом письме в СМИ потребовал отставки Анатолия Пушкова с поста Мэра, после чего движение прекратило своё существование.

## Деятельность на посту Мэра города
В период правления Анатолия Пушкова на посту мэра Тольятти, в городе прекратили своё существование тольяттинский ликеро-водочный завод «Талко», производство тольяттинского майонеза «Юса», мясокомбинат «Комсомольский». 
В 2009 году принял на баланс городской администрации спортивные заводские объекты детские сады "Планета детства «Лада», ДКИТ, ДС «Волгарь», стадион «Торпедо», УСК «Олимп» и «Слон» — принадлежавшие ОАО АвтоВАЗу, что повлекло увеличению расходов на их содержание из городской казны до 1 миллиарда рублей в год. В 2017 году новая городская администрация обвинила Анатолия Пушкова из-за этого в увеличении муниципального долга, достигшего 6 миллиардов рублей. 
На послевыборной пресс-конференции Анатолий Пушков подтвердил, что его бывший конкурент Александр Курылин в соответствии с договорённостью займёт должность первого вице-мэра. Среди основных проблем города Пушков назвал «дезинтеграцию власти и бизнеса», строительство многоуровеневых развязок и не один раз откладывающееся начало строительства нового ледового дворца «Лада-Арена», а также борьбу с молодёжным эмо-движением.

### Ликвидация муниципальных компаний
В 2008 году муниципальные управляющие организации ОАО УК № 1, ОАО УК № 2, ОАО УК № 3 были выведены из-под контроля города в одноимённые частные ООО, собственниками которых стали бывшие чиновники.
В 2009 году Постановлением мэрии г. о. Тольятти от 31.07.2009 № 1719-п/1 продал с торгов муниципальную компанию в сфере цветоводства ОАО «Декоративные культуры», впоследствии одноимённая компания стала частной ООО, в 2017 году прекратило существование.
В 2010 году принял Постановление мэрии г. о. Тольятти от 30.12.2010 № 3949-п/1 в редакции от 31.03.2011 № 979-п/1 о ликвидации муниципальной управляющей компании МП г. о. Тольятти «Департамент ЖКХ», впоследствии компания стала частной ООО «Департамент ЖКХ г. Тольятти» (ООО ДЖКХ), учредителем которой стал бывший чиновник, руководитель городского департамента жилищно-коммунального хозяйства Мэрии г. Тольятти Виктор Попов.
В 2011 году Постановлением Мэрии Тольятти от 20.09.2011 № 2826-п/1 ликвидировал муниципальное автотранспортное предприятие городского округа Тольятти МАП «МАПУЗ» — оказывающая транспортные услуги Городской станции скорой медицинской помощи. Произошло массовое увольнение работников, распродажа машин «скорой помощи», находящихся в собственности города.
В 2011 году разрешил ликвидацию муниципального ОАО «Автозаводский Рынок» по адресу ул. Революционная 1, в котором муниципалитет владел 41 % акций. После чего рынок полностью перешел в частную собственность одноимённого ООО входящего в группу «Рынок Агро».

### Лесные пожары
В связи с огромными потерями леса в пожарах летом 2010 года, инициативная группа тольяттинцев 11 августа 2010 г. предпринимала попытку отзыва Пушкова с поста мэра.
В 2010 году на посту Мэра Тольятти, в городе произошла экологическая катастрофа, из-за лесных пожаров сгорело более 8 тысяч гектаров леса. С 2006 года по требованию ст. 98 лесного кодекса, леса не были оформлены в городскую собственность. Всё это время Мэрия Тольятти под управлением Анатолия Пушкова бездействовало. После пожаров, прокуратура и следственное управление не усмотрела оснований привлечь Анатолия Пушкова к уголовной ответственности по ст. 293 УК халатность. В 2017 году Самарский районный суд отказал удовлетворить жалобу жителя Тольятти с требованием возбудить уголовное дело.

### Кадровые назначения
В 2008 году первым заместителем Мэра был назначен бизнесмен, директор ЗАО «Тон-Авто» дилер Toyota и Lexus Александр Курылин — который также баллотировался на пост Мэра, но за неделю дня голосования снял свою кандидатуру, однако из-за отсутствия у Курылина высшего образования, местная прокуратура опротестовала его назначение и он в этом же году был избран Мэром соседнего города Жигулёвск.
Пост первого заместителя Мэра получил директор центра планирования и контроля производственной деятельности ОАО АВТОВАЗ Вадим Кирпичников, Заместителем мэра по социальным вопросам Тольятти назначен бизнесмен, директор ООО «Лада Фуд Технолоджи» владеющий пивоварней «Хорлбат» Сергей Ботов, позднее руководителем аппарата мэрии был назначен сын учредительницы группы супермаркетов «Пеликан» Дмитрий Шевелёв.
Руководителем департамента транспорта и дорожного хозяйства мэрии Тольятти назначил руководителя компании «Лада Консул Самтек» Геннадия Таранова.

### В «Автовазе»
17 апреля 2012 года вступил в должность советника президента ОАО «АвтоВАЗ». За время пребывания в корпорации сменил много должностей. 4 февраля 2016 года был уволен.